# Baszk labdarúgó-válogatott
A baszk labdarúgó-válogatott Baszkföld és a spanyol autonóm közösség labdarúgó-válogatottja, melyet a Baszkföldi Labdarúgó-szövetség irányít.
Sem UEFA, sem pedig FIFA tagsággal nem rendelkezik, így nem indulhat az európa-bajnoki illetve a világbajnoki selejtezőkön sem.A baszk válogatottban pályára lépő játékosok spanyol állampolgárok, ezáltal jogosultak a spanyol válogatottban is szerepelni.
A csapat az idő elteltével már több névváltozáson ment át.  Euskadiko selekzioa, Euskal Herriko futbol selekzioa, Selección de Euskadi, Vasconia, Equipo Vasco, Euskadi XI és Basque XI. A legtöbb mérkőzésen a régi San Mamés Stadionban léptek pályára, egészen 2013-ig. 2013-tól az új San Mamés stadionban játszanak, melyet az Athletic Bilbaóval bérelnek közösen.
Baszkföld 1930-tól rendelkezik nemzeti válogatottal. A második Spanyol Köztársaság ideje alatt játszottak először a Baskoniako selekzioa (a Vasconia csapat), majd  1936-tól a Euzkadiko selekzioa (az Euskadi csapat) néven. Francisco Franco éves diktatúrája alatt csak 2 mérkőzést játszottak.
Franco halála után, 1975-től a csapat új nevet vett fel (Euskadiko selekzioa) és újra pályára lépett nemzetközi barátságos mérkőzéseken is, általában a spanyol bajnokság téli szünetében.Ezidáig 40 mérkőzést játszottak olyan országok válogatottjai ellen, mint például az orosz,az uruguayi vagy éppen a magyar.

## Története

### Kezdetek, az észak-csapat (1913)
1913. szeptember 29-én a spanyol labdarúgó-szövetség hivatalosan is megalakult, és vele együtt a négy regionális szövetség (Norte, Oeste, Este és Centro), tehát a különböző tartományokhoz tartozó szövetségek. Minden regionális szövetség szervezett saját ligát és időnként egy-egy barátságos mérkőzést játszott a többi régió csapata ellen. Baszkföldet csoportosították a Cantabriába Nortéba (északi régió).Ebben a régióba olyan csapatok voltak mint például az Athletic Club,a Real Sociedad,a Real Unión és az Arenas Club.Előfordult, hogy a csapat színeiben csak baszkok léptek pályára,ezért a nevük így  "Vasconia", "el equipo Vasco" (a baszk csapat), vagy néha csak "Norte" (északi régió) volt.
1915. január 3-án játszották az első mérkőzésüket, mégpedig a FC Barcelona ellen és 6:1-re nyertek.Február 7-én újra játszottak egymással, ekkor 2:2 lett az eredmény.Május 13-án megnyerték az alakulóban lévő Copa del Príncipe de Asturias (Asztúria Hercege Kupa) tornát Madridban, miután 1:0-ra legyőzték a Katalán válogatottat.1916 májusában kétszer mérkőztek meg Katalóniával, mindkétszer Barcelonában (egy 3-1-es vereség és egy 0-0-s döntetlen volt a mérleg). Ugyanebben az évben Bilbaóban 5-0-ra múlták felül a katalánokat.
1916. november 22-én a cantabriai csapat kivált a szövetségből és az újonnan alakult Cantabriai Szövetséghez (Federación Cantábrica de Clubes de Football) csatlakozott, amely tartalmazta az asztúriai és kantábriai klubokat is.1918-ban megalakult a baszk közösség első önálló szövetsége és labdarúgó-válogatottja, amely ezután csak Baszkföldet képviselte.

### Az első baszk csapat (1930)

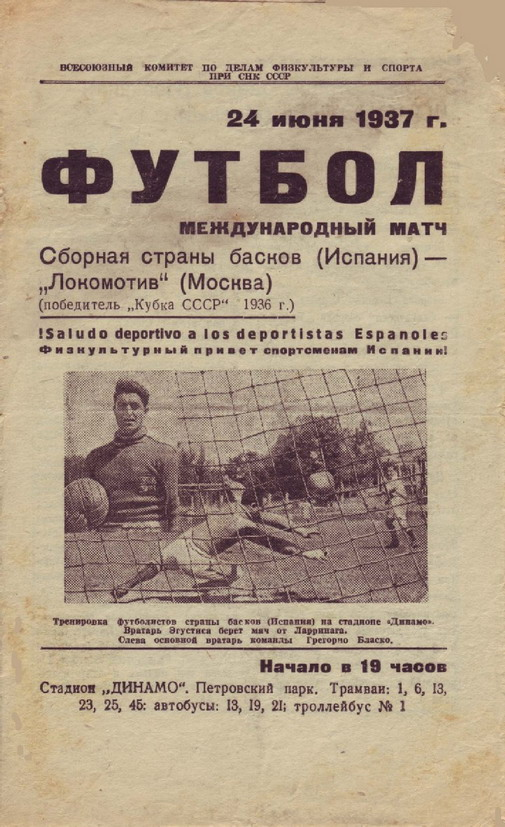
Első mérkőzés a Szovjetunióban a Lokomotyiv Moszkva ellen

1930-ban Biscayan és Gipuzkoan szövetségek végül összeolvadtak, létrehozva így az első állandó csapatot, aminek a neve "Vasconia" ("Baskoniako selekzioa"), feladata pedig, hogy képviselje Baszkföldet.
Az első mérkőzésük Katalóniában volt 1930. június 8-án, majd  1931. január 1-jén Bilbaóban újra megmérkőztek, és ezúttal 3-2-re diadalmaskodtak. A spanyol polgárháború első évében a baszk csapat megváltoztatta a nevét Euzkadiko selekzioara. Az első meccset ezen a néven Cantabria ellen játszották 1936. november 29-én Santanderben és kikaptak 3:2-re.

### A Franco-éra alatt (1939–1975)
1939 és 1975 között a baszk labdarúgócsapat csak kétszer játszott Francisco Franco tábornok diktatúrája miatt, amely súlyosan korlátozta a szabadságjogokat az autonóm közösségek számára Spanyolországban. Első alkalommal a diktatúra ideje alatt 1966. június 25-én léptek pályára a Real Unión megalapításának 50. évfordulóján.

### Legutóbbi pályára lépések

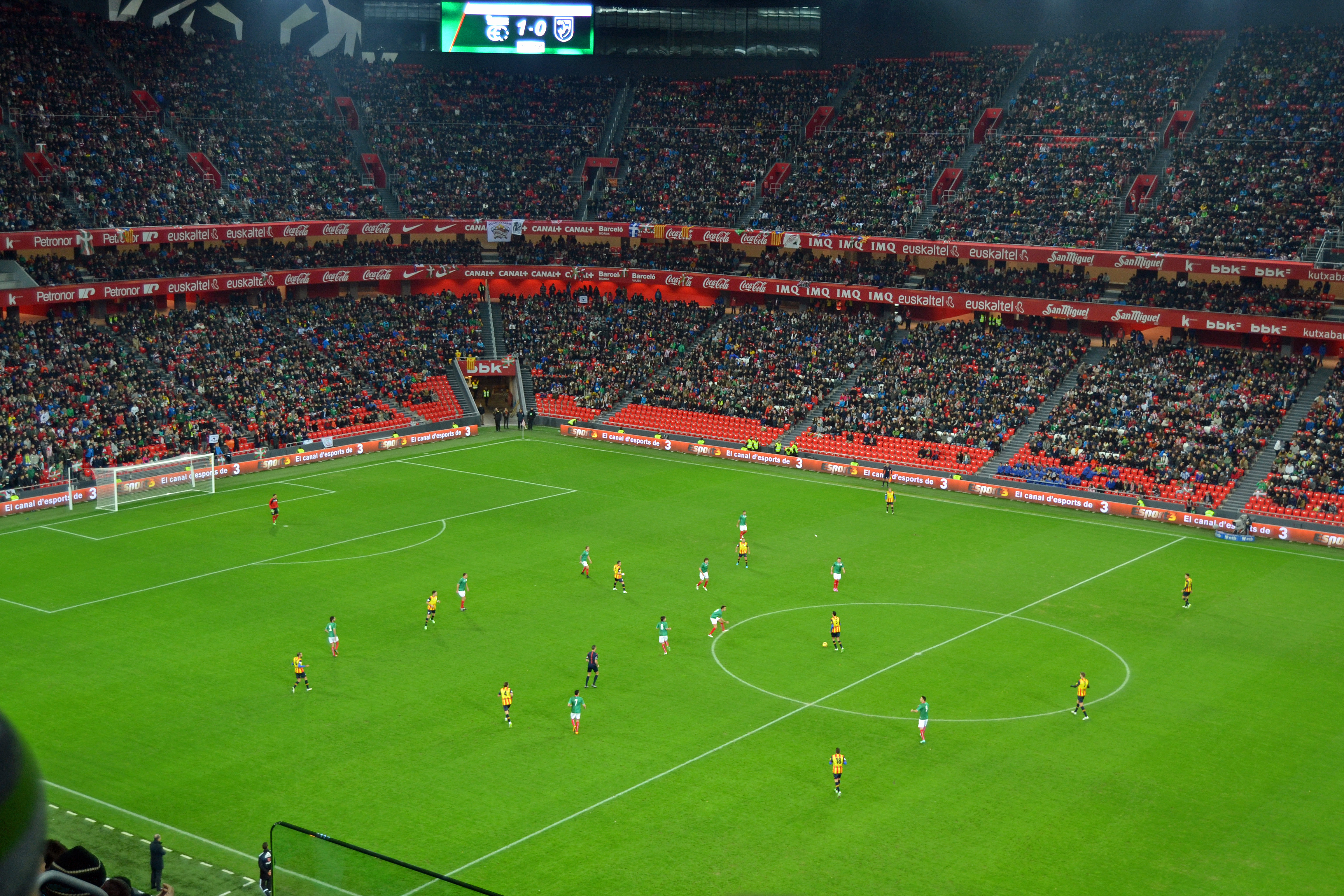
Baszkföld–Katalónia a San Mamés Stadionban 2014. december 28-án

2011-ben a baszk csapat két mérkőzésen lépett pályára. Május 25-én Észtországot győzték le 2:1-re, majd december 28-án Tunéziától kaptak ki 2:0-ra. Ez volt az utolsó fellépésük a régi San Mamés Stadionban, amelyet aztán átépítettek, felújítottak. Az új stadionban 2013. december 28-án Perut verték 6:0-ra. 2014. december 28-án a katalánok ellen léptek pályára (1-1), ez volt a két csapat első mérkőzése centenáriumának ünnepe.

### UEFA- és FIFA-tagság
Számos más autonóm állam válogatottjához hasonlóan a baszkok is hiába kérték, eddig nem csatlakozhattak sem az UEFA, sem pedig a FIFA szervezetéhez, így hivatalos válogatott mérkőzést nem játszhatnak, illetve a két szervezet égisze alá tartozó sorozatokban, vagy azok selejtezőiben nem léphetnek pályára.

## Jelenlegi keret
Szövetségi kapitány: Javier Clemente
(A válogatottságok és a gólok száma a Panama elleni 2019 május 30-i mérkőzés utáni állapotnak megfelelőek)
| Szám | Poszt | Név                | Születési dátum / Kor          | Válogatottság | Gólok | Klub             |
| ---- | ----- | ------------------ | ------------------------------ | ------------- | ----- | ---------------- |
|      | K     | Iago Herrerín      | 1988. január 25. (37 éves)     | 1             | 0     | Athletic Club    |
|      | K     | Aitor Fernández    | 1991. május 3. (33 éves)       | 1             | 0     | Levante UD       |
|      | V     | Jesús Areso        | 1999. július 2. (25 éves)      | 1             | 0     | Athletic Club    |
|      | V     | Mikel Balenziaga   | 1988. február 29. (37 éves)    | 6             | 0     | Athletic Club    |
|      | V     | Unai Bustinza      | 1992. február 2. (33 éves)     | 1             | 0     | CD Leganés       |
|      | V     | Aritz Elustondo    | 1994. március 28. (30 éves)    | 2             | 1     | Real Sociedad    |
|      | V     | Iñigo Martínez     | 1991. május 17. (33 éves)      | 8             | 0     | Athletic Club    |
|      | V     | Aihen Muñoz        | 1997. augusztus 16. (27 éves)  | 1             | 0     | Real Sociedad    |
|      | V     | Mikel San José     | 1989. május 30. (35 éves)      | 7             | 0     | Athletic Club    |
|      | V     | Daniel Vivian      | 1999. július 5. (25 éves)      | 1             | 0     | Athletic Club    |
|      | KP    | Javier Eraso       | 1990. március 22. (34 éves)    | 4             | 0     | CD Leganés       |
|      | KP    | Manu García        | 1986. április 26. (38 éves)    | 3             | 0     | Deportivo Alavés |
|      | KP    | Asier Illarramendi | 1990. március 8. (35 éves)     | 4             | 1     | Real Sociedad    |
|      | KP    | Gaizka Larrazabal  | 1997. december 17. (27 éves)   | 1             | 0     | Athletic Club    |
|      | KP    | Iñigo Vicente      | 1998. január 6. (27 éves)      | 1             | 0     | Athletic Club    |
|      | CS    | Aritz Aduriz       | 1981. február 11. (44 éves)    | 13            | 12    | Athletic Club    |
|      | CS    | Asier Villalibre   | 1997. szeptember 30. (27 éves) | 1             | 0     | Athletic Club    |

## Szövetségi kapitányok listája
- Amadeo Gartzia Salazar, 1930-1931
- Travieso, 1937
- Pedro Vallana, 1937-1938
- Andoni Elizondo és Jesús Garay, 1979
- José Antonio Irulegui, 1980
- José Ángel Iribar és Xabier Expósito, 1988
- Txutxi Aranguren, 1990
- Javier Irureta, 1993
- José Ángel Iribar és Xabier Expósito, 1993-2001
- José Ángel Iribar, 2002
- José Ángel Iribar és Mikel Etxarri, 2003-2011
- Javier Irureta és Mikel Etxarri, 2011-2011
- José María Amorrortu és Mikel Etxarri, 2012-2018
- Javier Clemente, 2018-